# Хелга Данцберга
Хелґа Данцберґа (латис. Helga Dancberga; 18 листопада 1941, Рига, Райхскомісаріат Остланд — 17 листопада 2019) — латвійська акторка театру і кіно.

## Біографія
Народилася 18 листопада 1941 року в місті Рига, Райхскомісаріат Остланд.
1960 закінчила ризьку середню школу № 1. Навчалась в акторській студії театру «Дайлес».
У 1962—1963 роках — акторка Валмієрського драматичного театру, з 1963 по 1973 роки — акторка Лієпайського драматичного театру. З 1975 року — акторка Латвійського національного театру.
У 1984 році закінчила режисерське відділення театрального факультету Латвійської державної консерваторії імені Я. Вітолса.
У 1961 році дебютувала в кінематографі. Знімалась в українських фільмах Мільйони Ферфакса (1980), «Повернення Баттерфляй» (1982), «Ціна голови» (1992).

## Сім'я
Хелга Данцберга була одружена з латвійським композитором Імантом Калниньшем, від якого мала трьох дітей, серед яких Резію, також актрису, сина Кристса Калниньша — пастора лютеранської церкви.

## Фільмографія
- 1961 — Дякую за весну/Kārkli pelēkie zied — епізод;
- 1972 — Афера Цепліса/Ceplis — Берта (дублювала Г. Теплинська);
- 1973 — Вій, вітерець!/Pūt, vējiņi!;
- 1974 — Морські ворота — Ліда;
- 1975 — Ключі від раю/Paradīzes atslēgas — сестра Бельського;
- 1976 — Бути зайвим/Liekam būt — сестра Вітерса;
- 1977 — І краплі роси на світанку/Un rasas lāses rītausmā — супутниця інваліда;
- 1977 — Чоловік у розквіті років/Vīrietis labākajos gados — Лівія (дублювала Л. Бабічкова);
- 1977 — Подарунки телефоном/Dāvana pa telefonu — Мірдза;
- 1979 — Рання іржа/Agrā rūsa — епізод;
- 1980 — Вечірній варіант — вчителька вечірньої школи;
- 1980 — Мільйони Ферфакса — Люсі Даунтрі, сестра Антоні;
- 1980 — Не будь цього дівчиська…
- 1981 — Крадіжка — Кет;
- 1982 — Повернення Баттерфляй — Креспі, майстер з вокалу;
- 1982 — Моя сім'я/Mana ģimene — Зайга;
- 1985 — Подвійний капкан — дружина Пуріньша;
- 1985 — Три дні Сашиного життя/Nomale — короткометражний;
- 1986 — Першоцвіт;
- 1988 — Генеральна репетиція — дружина Орлая;
- 1992 — Ціна голови;
- 1997—2001 — Квартира/Dzivoklis — Женя Крумовіца.